# 1938 en architecture
| Années de l'architecture : 1935 - 1936 - 1937 - 1938 - 1939 - 1940 - 1941    |
| Décennies de l'architecture : 1900 - 1910 - 1920 - 1930 - 1940 - 1950 - 1960 |

Cet article présente les faits marquants de l'année 1938 en architecture.

## Réalisations
- Villa Mairea à Noormarkku, par Alvar Aalto.
- La chancellerie du Reich à Berlin par Albert Speer est achevée.
- Pont Lions Gate construit à Vancouver au Canada.
- Pont Bolchoï Krasnokholmski sur la Moskova en Russie.

## Récompenses
- AIA Gold Medal : Paul Cret.
- Royal Gold Medal : Ivar Tengbom.
- Grand prix de Rome, architecture : Henry Bernard, premier grand prix ; Pierre Dufau premier second grand prix.

## Naissances
- 10 juillet : Paul Andreu.
- 14 juillet : Moshe Safdie.

## Décès
- 30 octobre - Charles Klauder (° 1872).
- 25 décembre : Theodor Fischer († 28 mai 1862).